# Drosophila smithersi
Drosophila smithersi este o specie de muște din genul Drosophila, familia Drosophilidae, descrisă de Bock în anul 1976. Conform Catalogue of Life specia Drosophila smithersi nu are subspecii cunoscute.